# Dicranomyia myctera
Dicranomyia myctera är en tvåvingeart som först beskrevs av Alexander 1967.  Dicranomyia myctera ingår i släktet Dicranomyia och familjen småharkrankar.
Artens utbredningsområde är Peru. Inga underarter finns listade i Catalogue of Life.